# AGS・JH24
AGS・JH24は、AGSチームが1989年のF1世界選手権用に製作したフォーミュラ1カー。JH24は失敗作であった。1989年の参戦した全てのグランプリで予選落ちした。

## 背景
1988年から89年にかけてAGSは深刻な変化に見舞われた。1988年の終わりに創設者アンリ・ジュリアンはチームを新たな組織構造を導入しようとした起業家シリル・ド・ルーブルに売却した。その数ヶ月前にAGSは長年のデザイナー、クリスチャン・バンダープレインを失っていた。バンダープレインは1970年以来AGSチームの全てのレーシングカーを設計して来たが、1988年の晩夏にイタリアのコローニに移籍していた。彼の後任として前年のリジェで失敗作JS31の開発に携わったことで解任されたクロード・ギャロパンを獲得し、彼が新たな車の設計を担当したが、それはチームの所有権変更まで開始できなかったため結果としてJH24の完成は1989年の夏まで延期された。チームは昨年のモデルJH23Bで1989年シーズンの前半を戦わなければならなかった。

## 開発
JH24はクロード・ギャロパンが設計。モノコックは再設計され、カーボンファイバーコンポジット製でより剛性が高められた。車体はコンパクトに設計され、ホイールベースは2,794mmと1989年のF1マシン中最短であった。エンジンは以前のモデルよりも2.5cm低く造られ、この特性は重量配分およびハンドリングに利点となった。サスペンションは当初JH23Bと変わらないものが採用された。これは1989年の冬から90年にかけてギャロパンが設計したものだが、1990年シーズンの序盤2戦に使用された後、JH25に引き継がれた。
JH24のボディは完全に再設計された。尖ったノーズと非常に低いコクピットを持ち、新たな特徴としてドライバーの頭上に空気取り入れ口を持つエンジンカバーが採用された。エンジンは前作でも採用されたハイニー・マーダー・レーシング・コンポーネンツチューンのコスワースDFRを搭載する。トランスミッションは6速で、このミッションは1989年6月に完成してカナダグランプリでJH23Bに搭載され先にデビューしたものであった。
JH24は技術的に未熟だった。エンジン冷却システムは容量不足で、1989年シーズンのほぼ全てのレースでエンジン冷却に問題があり、またブレーキも「重大な欠点」を有していた。
JH24は3台が製作され、シャシーナンバーは037、038、039であった。最初のシャシーはイギリスグランプリ前に完成しガブリエル・タルキーニがドライブした。2台目の完成は9月の第11戦ベルギーグランプリまで遅れ、3台目は秋に製作された。

## レース戦績

### 1989
1989年シーズンはチーム二年目のフィリップ・ストレイフと、新人のヨアヒム・ヴィンケルホックの2台体制で開幕を迎えたが、両者ともJH24の完成前にチームを去っていた。ストレイフは開幕前のリオ合同テストでドライバー生命を終える大きなクラッシュに見舞われたため離脱。後任として2戦目からファースト・レーシングでの参戦計画が中止となっていたガブリエル・タルキーニを起用した。金曜朝に行われる予備予選を通過できず苦しんだヴィンケルホックも8戦目からヤニック・ダルマスと交代した。
問題は、同年の参加台数増加により予備予選が行われ、AGSは前半戦1台がその対象であったことである。タルキーニはその対象ではなかったものの、AGSは前半戦を時代遅れのJH23Bで戦わなければならず、成績不振のため後半戦は2台とも予備予選の対象に降格した。
JH24は7月に完成し、第8戦のイギリスグランプリでタルキーニによってデビューしたが、予選落ちしている。AGSはJH24の問題をシーズン中に解決することはできなかった。限られた予算の中でテストはほとんど行うことができず、マシンの開発は滞った。戦闘力を持たないJH24でドライバー両名は全戦予備予選落ちすることとなった。

### 1990
1990年シーズンもタルキーニとダルマスの2台体制であったが、序盤2戦をJH24のサスペンションを改良したJH24Bで戦った。タルキーニは2戦とも予備予選落ちしたが、ダルマスは第2戦ブラジルグランプリでポールポジションのアイルトン・セナから3.8秒遅れのタイムであったが決勝進出した。決勝では28ラップ目にサスペンショントラブルでリタイアした。このレースがJH24の最終レースとなり、第3戦からはミッシェル・コスタの設計した後継のJH25に代わられた。

## F1における全成績
(key) （太字はポールポジション）
| 年     | シャシー | エンジン                         | タイヤ | No. | ドライバー             | 1    | 2    | 3   | 4   | 5   | 6   | 7   | 8   | 9    | 10   | 11   | 12   | 13   | 14   | 15   | 16   | ポイント | 順位 |
| ------ | -------- | -------------------------------- | ------ | --- | ---------------------- | ---- | ---- | --- | --- | --- | --- | --- | --- | ---- | ---- | ---- | ---- | ---- | ---- | ---- | ---- | -------- | ---- |
| 1989年 | JH24     | フォード-コスワース DFR, V8, 3.5 | G      |     |                        | BRA  | SMR  | MON | MEX | USA | CAN | FRA | GBR | GER  | HUN  | BEL  | ITA  | POR  | ESP  | JPN  | AUS  | 1        | 15   |
| 1989年 | JH24     | フォード-コスワース DFR, V8, 3.5 | G      | 40  | ガブリエル・タルキーニ |      |      |     |     |     |     |     | DNQ |      | DNPQ | DNPQ | DNPQ | DNPQ | DNPQ | DNPQ | DNPQ | 1        | 15   |
| 1989年 | JH24     | フォード-コスワース DFR, V8, 3.5 | G      | 41  | ヤニック・ダルマス     |      |      |     |     |     |     |     |     | DNPQ | DNPQ | DNPQ | DNPQ | DNPQ | DNPQ | DNPQ | DNPQ | 1        | 15   |
| 1990年 | JH24     | フォード-コスワース DFR, V8, 3.5 | G      |     |                        | USA  | BRA  | SMR | MON | CAN | MEX | FRA | GBR | GER  | HUN  | BEL  | ITA  | POR  | ESP  | JPN  | AUS  | 0        | NC   |
| 1990年 | JH24     | フォード-コスワース DFR, V8, 3.5 | G      | 17  | ガブリエル・タルキーニ | DNPQ | DNPQ |     |     |     |     |     |     |      |      |      |      |      |      |      |      | 0        | NC   |
| 1990年 | JH24     | フォード-コスワース DFR, V8, 3.5 | G      | 18  | ヤニック・ダルマス     | DNPQ | Ret  |     |     |     |     |     |     |      |      |      |      |      |      |      |      | 0        | NC   |

## その後
3台製作されたJH24の内2台は1990年代にAGSレーシングスクールで使用された。ここでは代金を支払うことでフォーミュラカーの走行を体験することができる。ウェブサイトの情報では2012年に5台のJH24を所有しているとしている。

## 参照
1. 1 2  Hodges: A-Z of Grand Prix Cars 1906-2001, S. 8.
2. ↑  Cimarosti: Das Jahrhundert des Rennsports, S. 409.
3. ↑  Hodges: Rennwagen von A-Z nach 1945, S. 9.
4. ↑  Motorsport Aktuell, Heft 23/1989, S. 24.
5. ↑  Motorsport Aktuell, Heft 39/1989, S. 8.
6. ↑  Ménard: La Grande Encyclopédie de la Formule 1, S: 105 („graves déficiences“).
7. ↑  ガブリエル・タルキーニは第4戦メキシコGPでポイント1を獲得したが、ミナルディは第8戦イギリスGPで3ポイントを獲得し、AGSを上回って予選組に昇格した。
8. ↑  獲得ポイントはJH23Bによるポイント。
9. ↑  Top Gear, Heft 8/1998, S. 110 ff.
10. ↑  s. Internetseite www.agsformule1.com (abgerufen am 19. Januar 2012).